# سد می وانگ
سد می وانگ (به لاتین: Mae Wong Dam) یک سد در تایلند است که در Mae Wong واقع شده‌است.